# Burgos (Italien)
 For alternative betydninger, se Burgos (flertydig). (Se også artikler, som begynder med Burgos)
Burgos (sardisk: Su Bùrgu) er en by og en kommune (comune) i provinsen Sassari i regionen Sardinien i Italien. Byen ligger i 575 meters højde og har 924 indbyggere (2016). Kommunen har et areal på 18,08 km² og grænser til kommunerne Bottidda, Esporlatu og Illorai.